# Миралиён, Киёмиддин Абдусалимзода
Миралиён Киёмиддин Абдусалимзода (тадж. Миралиён Қиёмиддин Абдусалимзода, до апреля 2015 года Миралиев Киёмиддин Абдусалимович; 6 сентября 1977, Вахшский район, Курган-Тюбинская область, Таджикская ССР) — доктор политических наук, депутат Маджлиси намояндагон Маджлиси Оли (Парламента) Республики Таджикистан (V-го созыва), обладатель Премии имени Исмоила Сомони для молодых ученых в области науки и техники.

## Биография
Миралиев Киёмиддин Абдусалимович родился 6 сентября 1977 года в Вахшском районе Хатлонской области Республики Таджикистан в семье рабочего, национальность таджик. Отец — Миралиев Абдусалим Миралиевич, мать — Файзова Идигул Муродовна в 1972 с целью развития в профессиональной и ремесленной деятельности переселяются с регион Куляба в Кургант-Тюбе. Его родословие берет начало с южной части Кулябского региона. Его предки занимались ремесленной деятельностью как кожевенное производство, деревообделка, кустарное производство растительного масла и т. п.
Киёмиддин Миралиён начальную обучению в 1983 году прошел в школе № 49, а среднюю полную образованию с 1986 по 1994 г.г. получил в средней школе № 1 Вахшского р-на. Во время обучения считался одним из активных учеников, имел больше интерес к таким предметам как математика, химия, биология и логика, и стремление в будущем стать врачом, следовательно, к этой профессии имел подготовку. Однако, в условиях гражданской войны он не может достичь свой цель, так как профессией врача преподавалось в г. Душанбе (100 км от место жительство). В связи с этим, не упав духом, Киёмиддин Миралиён в 1994 году поступает в Государственный университет им. Носира Хусрава города Курган-тюбе, в факультет математики, заканчивает его по специальности «Математик» в 1999 году.

## Деятельность
После окончания Университета с учётом достигнутых успехов, активности, отличной учёбой и способностей Киёмиддин Миралиён быль назначен (избран) ассистентом Факультета математики данного Университета, и по истечении трёх месяцев преподавательской работы был назначен на должность заведующего Отделом по делам молодёжи Государственного университета им. Носира Хусрава. С этой поры берет начало профессиональная политическая деятельность Киёмиддина Миралиён. В Университете на этой должности, одновременно преводователем предмета начертательной геометрии (по совместительству) функционирует с 1999 по 2001 г.г. В этом периоде инициирует созданию Молодёжного центра в Университете, Волонтёрского клуба «Фидоиёни чавон», организация команды КВН «Леваканд» и принятие Программы развития молодёжи Государственного университета г. Курган-тюбе.
В сентябрь 2001 года с учётом достижений в сфере государственной молодёжной политики Киёмиддин Миралиён был приглашён / назначен (переводом) на должность главного специалиста Отдела по делам молодёжи города Бохтара (Курган-тюбе). В этой должности также долго не будет, с учётом достойного вклада и активности в реализации государственной молодёжной политики в ноябрь этого же года был приглашён в г. Душанбе — столица страны и назначен (переводом) на должность специалиста Управления социальной политики Комитета по делам молодежи при Правительстве Республики Таджикистан.
Кроме этого, в этом же году (2001) поступает в аспирантуре (заочной формы) Государственного педагогического Университета Таджикистана им. С.Айни, в кафедре политологии, и начинает научно-исследовательскую деятельность в сфере государственной молодёжной политики. 19 мая 2007 года защищает кандидатскую (научную) работу на тему «Состояние и перспективы молодёжных организаций в современном Таджикистане».
В 2002 году назначается на должность Директора Республиканского центра информации и ориентации молодёжи. В этой должности занимаясь информационно-аналитических, статических работ, мониторинг и проектировании сектора по делам молодёжи, достигает много достижений, таких как формирование статистики государственной молодёжной политики, создание молодёжных центров в городах Душанбе, Бохтара и Худжанда и т. п.
Таким образом, с учётом достижений и компетентности, в том числе предприимчивости, активности и способности регулярно достигает карьерный рост: 2006—2007 годы — начальник Управления по международным отношениям Комитета по делам молодежи при Правительстве Республики Таджикистан; 2007—2012 годы — начальник Отделом социальной политики Комитета по делам молодежи, спорта и туризма при Правительстве Республики Таджикистан; 2012—2014 годы — заместитель начальника Управления по делам молодежи данного Комитета.
С 2014 года постановлением Правительство Республики Таджикистан от 12.07.2014, № 275, Киёмиддин Миралиён назначается на должность заместителя Председателя Комитета по делам молодёжи, спорта и туризма при Правительстве Республики Таджикистан.
С 1 марта 2015 года от единого общереспубликанского округа, однопартийного списка Народно Демократической Партии Таджикистана, Киёмиддин Миралиён избирается на высокий политический пост — депутатом Маджлиси намояндагона Маджлиси Оли (Парламента) Республики Таджикистан.
С 21 февраля 2020 года предложением Лидера нации, Председателя Народно Демократической Партии Таджикистана уважаемого Эмомали Рахмона избран на должность председателя Исполнительного Комитета Народно Демократической Партии Таджикистана в Хатлонской области.

## Награды
- Памятный знак «МПА СНГ. 25 лет» (27 марта 2017 года, Межпарламентская ассамблея СНГ) — за содействие в деятельности Межпарламентской Ассамблеи и её органов[2].

## Научная деятельность
Киёмиддин Миралиён продолжает и укрепляет научную работу в сфере государственной молодёжной политики и в течение пяти лет (2013—2018) готовит докторскую диссертацию на тему «Особенности и технологии развития молодёжной политики в Республике Таджикистан». Защищает 6 июля 2018 года на Диссертационном совете 6D.КОА-018, созданный на базе Института философии, политологии и права им. А. Баховаддинова Академии наук Республики Таджикистан.

## Труды
Программы
- Миралиев К. А. Нормативно-правовые аспекты реализации Национальной программы социального развития молодежи в Республике Таджикистан на 2013—2015 годы // Душанбе: САМТ, 2013. — 140 с. (на тадж. языке)
- Миралиев К. Формирование и развитие деятельности молодежных центров в Республике Таджикистан // Душанбе: САМТ, 2012. — 90 с. (на тадж. языке)
- Миралиев К. А. Программа развития здоровья молодежи в Республике Таджикистан на 2011—2013 годы // Душанбе: 2011. — 69 с. (на тадж. и рус. языках)

Монографии
- Абдуллозода А. Р., Миралиён К. А. Лидер нации с молодёжью // Душанбе: Ганч, 2018. — 416 с. (на тадж. и англ. языке)
- Миралиён К. А. Молодежная политика (на примере Таджикистана) // Душанбе: Адабиёти бачагона, 2016. — 574 с.
- Миралиев К. Молодежь и 20 лет независимости // Душанбе: САМТ, 2012. — 272 с. (на тадж. языке)
- Миралиев К. Развитие молодежной политики в Таджикистане на рубеже XXI века // Душанбе: Шучоиен, 2010. — 225 с.
- Миралиён К. Становление молодежной политики и её идеологические аспекты // Германия: LAPLAMBERT Academic Publishing, 2015. — 89 с.
- Миралиев К. Реализация государственной молодежной политики и её роль в укреплении потенциала молодежных движений Таджикистана в условиях современного общества // Душанбе: Рафиграф, 2006. — 186 с.
- Миралиев К. А. Роль интерактивных методов обучения в формировании и развитии социальной жизни молодежи // Душанбе: Хадамот, 2012. — 66 с. (на тадж. языке)
- Миралиев К. А. Новые шаги в реализации государственной молодежной политики // Душанбе: Басанта, 2014. — 112 с. (на тадж. языке)

Учебные пособия
- Миралиён К. А. Руководство: Национальная идеология и молодежь: рекомендовано Научно-методическим советом Института государственного управления при Президенте Республики Таджикистан от 29.02.2016 г., № 4 // Душанбе: Адабиёти бачагона, 2016. — 165 с. (на тадж. языке)
- Миралиён К. А. Социология управления: рекомендовано Министерством образования и науки Республики Таджикистан от 28.01.2017 г., № 1/11 // Душанбе: Адабиёти бачагона, 2017. — 432 с. (на тадж. языке)